# Greta y los Garbo (álbum de 1997)
Greta y los Garbo es un álbum de estudio homónimo del grupo Greta y los Garbo perteneciente a la compañía discográfica Virgin, editado en el año 1997, y compuesto por 11 canciones más 3 bonus tracks.

## Lista de canciones
| N.º | Título                   | Duración |  |
| 1.  | «Donde acaba el sol»     |          |  |
| 2.  | «Vuelvo a ti»            |          |  |
| 3.  | «Después de la tormenta» |          |  |
| 4.  | «Imgagínate»             |          |  |
| 5.  | «En tus brazos»          |          |  |
| 6.  | «Ya no te quiero»        |          |  |
| 7.  | «Llueve»                 |          |  |
| 8.  | «Todo»                   |          |  |
| 9.  | «Ana»                    |          |  |
| 10. | «Amor sin fin»           |          |  |
| 11. | «Busco un ángel»         |          |  |

- Bonus tracks

| N.º | Título                                   | Duración |  |
| 12. | «Todo (Rasta Remix, versión española)»   |          |  |
| 13. | «Todo (New York Remix, versión inglesa)» |          |  |
| 14. | «Todo (Radio Edición, versión inglesa)»  |          |  |